# Porxada de la plaça de l'Església (Torà)
La Porxada de la plaça de l'Església és un porxo de Torà, a la comarca del Solsonès, inclòs a l'Inventari del Patrimoni Arquitectònic de Catalunya.

## Descripció
Davant de la plaça de l'església de Sant Gil, es conserven petits fragments de l'antiga porxada de la plaça, ja que els antics pilars van ser profundament reformats, refent o recobrint d'estuc l'estructura original, aparentment amb la funció de reforçar els pilars primitius.
Es documenta un fragment d'un dels pilars, parcialment visible, que presentaria un fust circular amb un capitell molt rudimentari, decorat amb relleus geomètrics, amb un equí vuitavat i l'àbac amb decoració ondulada, tot coronat per una motllura llisa a la part superior.